# Rustemburgo
Rustemburgo (em inglês e africâner: Rustenburg; literalmente em africâner: local de descanso) é uma cidade sul-africana com população de 395 761 habitantes (Censo Nacional de 2001) situada na base da cadeia de montanhas de Magaliesberg na província de Noroeste. Próxomo à cidade, encontram-se as duas maiores minas de platina do mundo e a maior refinaria, a PMR (Precious Metal Refiners), que processa ao redor de 70% da platina mundial.

## História
A cidade foi estabelecida em 1851 como um centro administrativo de uma fazenda que produzia frutas cítricas, tabaco, amendoim, girassóis, milho e trigo, além de ter uma criação de animais bovinos. Em 10 de fevereiro de 1859, a Igreja Reformista Holandesa foi fundada em Rustemburgo. Em 1863, a nordeste da cidade, o então presidente de Transvaal, Paul Kruger, comprou uma fazenda de 5 km².
Entre os primeiros residente de Rustemburgo estavam imigrantes de origem indiana. Uma das primeiras famílias de origem indiana a chegar a cidade foi a família Bhyat, cuja contribuição para a história da cidade foi marcante. Por conta disso a rua principal se chama Fatima Bhyat Street. Fatima Bhyat e seu marido Abubakr Ahmed Bhyat, os primeiros residentes de origem indiana eram proprietários de uma loja que supria as linhas de frente de Paul Kruger durante a Guerra dos Bôeres. 
Rustemburgo é a cidade que mais cresce na África.

## Esportes

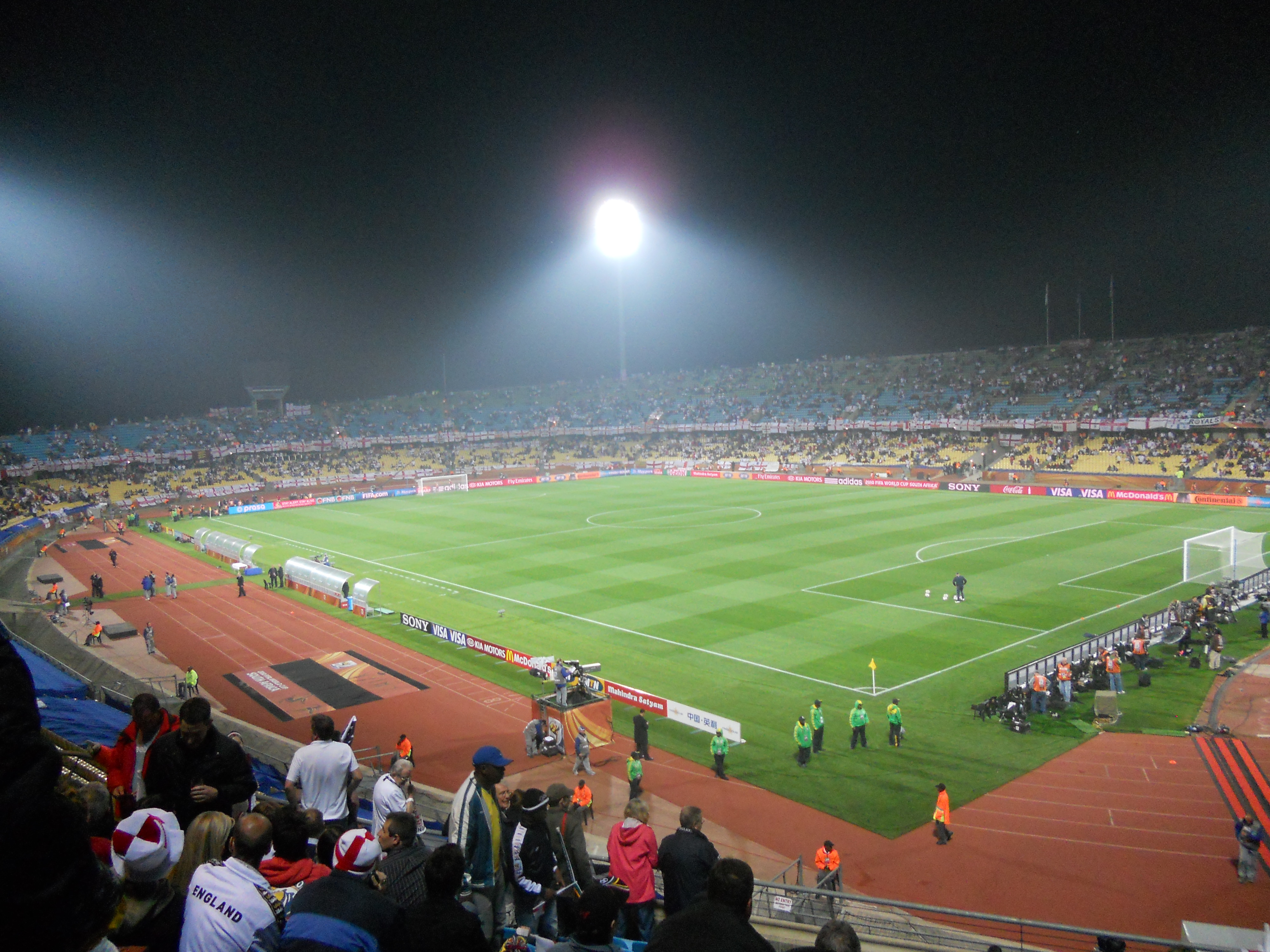
Royal Bafokeng Stadium

### Sede da Copa de 2010
Rustemburgo foi uma das cidades escolhidas para ser sede da Copa do Mundo de 2010. O Royal Bafokeng Stadium, que foi uma das sedes da Copa do Mundo de Rugby de 1995, será reformado e terá capacidade para 40 000 espectadores para a primeira e a segunda fase da copa.